# Guerra contra el escarabajo de la patata

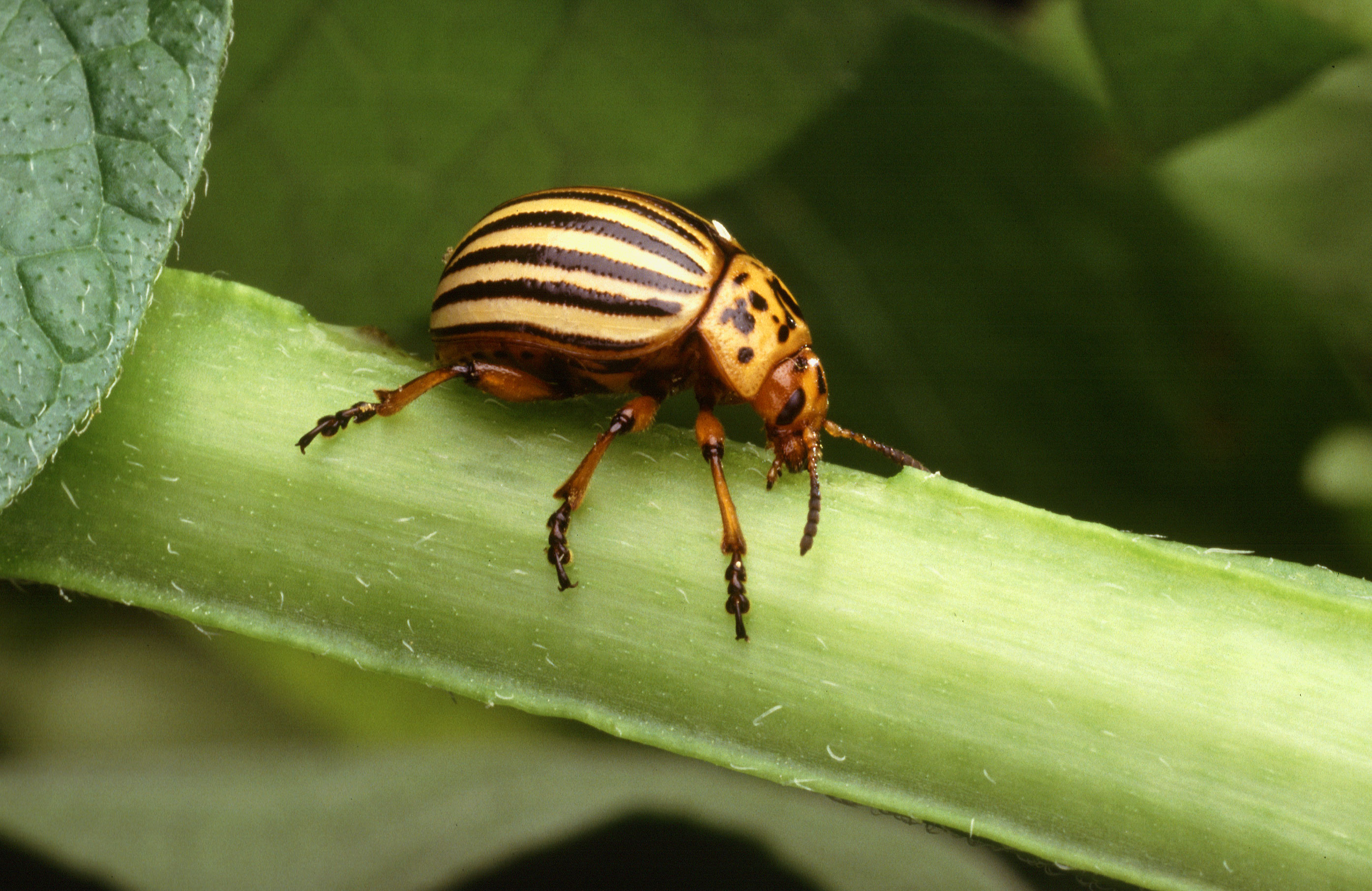
Escarabajo de la patata de Colorado

La guerra contra el escarabajo de la patata fue una campaña lanzada en los países del Pacto de Varsovia durante la Guerra Fría para erradicar el escarabajo de la patata de Colorado (Leptinotarsa decemlineata). También fue una operación de propaganda que alegaba que había sido introducido en Alemania Oriental, la República Popular de Polonia y la Checoslovaquia comunista por Estados Unidos como forma de guerra entomológica. La propaganda comunista de la época afirmaba que el insecto se lanzaba desde paracaídas y globos, con la intención de inmiscuir a las poblaciones de estos países, provocar hambrunas y facilitar una crisis económica.

## El escarabajo

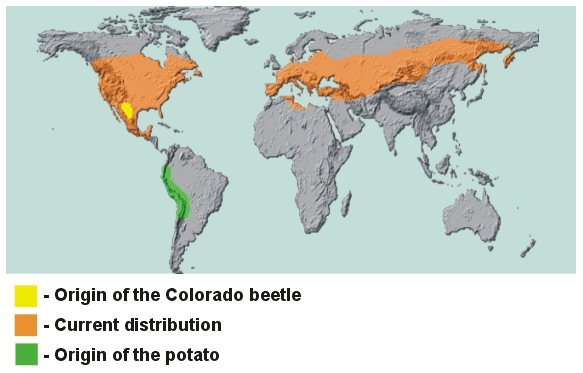
Áreas de distribución nativas del escarabajo de la patata y la patata

El escarabajo de la patata de Colorado, también conocido como el «lancero de diez rayas», es una plaga común de los cultivos de patata. Probablemente es originario de la zona comprendida entre Colorado y el norte de México, y fue descubierto en 1824 por Thomas Say en las Montañas Rocosas. Desde mediados del siglo XIX, ha sido una de las plagas más destructivas de la patata cultivada. El insecto llegó a Alemania en la década de 1870, pero fue erradicado con éxito. Sin embargo, hizo una segunda aparición tras la Primera Guerra Mundial en la zona de Burdeos (Francia), donde probablemente llegó con las tropas y el equipo estadounidenses. Llegó a la frontera francesa con Alemania en 1936 y siguió extendiéndose hacia el este. Probablemente se trasladó a Checoslovaquia con la ocupación alemana tras el acuerdo de Múnich y a Polonia tras la invasión nazi en 1939.
El método más común para hacer frente a la plaga es el uso de pesticidas. El DDT se utilizó eficazmente hasta que el escarabajo desarrolló resistencia en la década de 1950. Posteriormente se emplearon otros insecticidas, pero éstos acabaron encontrándose con un problema similar.

## Antes de la Guerra Fría
Mientras que las alegaciones posteriores de la época de la Guerra Fría eran propaganda, la idea de utilizar el escarabajo con fines bélicos tenía orígenes reales. Durante la Primera Guerra Mundial, los franceses elaboraron planes para utilizar el escarabajo de la patata contra los alemanes y, a su vez, durante la Segunda Guerra Mundial, Alemania trabajó en el desarrollo de su propio ejército de insectos, al mismo tiempo que denunciaba que Estados Unidos y Gran Bretaña estaban llevando a cabo un programa de ese mismo tipo.

## Durante la Guerra Fría

### Unión Soviética
El escarabajo de Colorado cruzó las fronteras de la Unión Soviética en 1949, pero las autoridades soviéticas lograron erradicarlo rápidamente y las estrictas restricciones de cuarentena consiguieron evitar su propagación, pero sólo hasta 1958. Después de eso, el escarabajo se extendió ampliamente por toda la URSS, afectando enormemente a los cultivos de patata de las granjas colectivas y las pequeñas parcelas individuales. Estas últimas se vieron especialmente afectadas, ya que en la URSS los pequeños agricultores y jardineros privados carecían de acceso a pesticidas eficaces distribuidos oficialmente, por lo que el escarabajo, sus huevos y sus larvas tenían que ser recogidos a mano, una tarea que a menudo era asignada a los niños.

### República Democrática Alemana

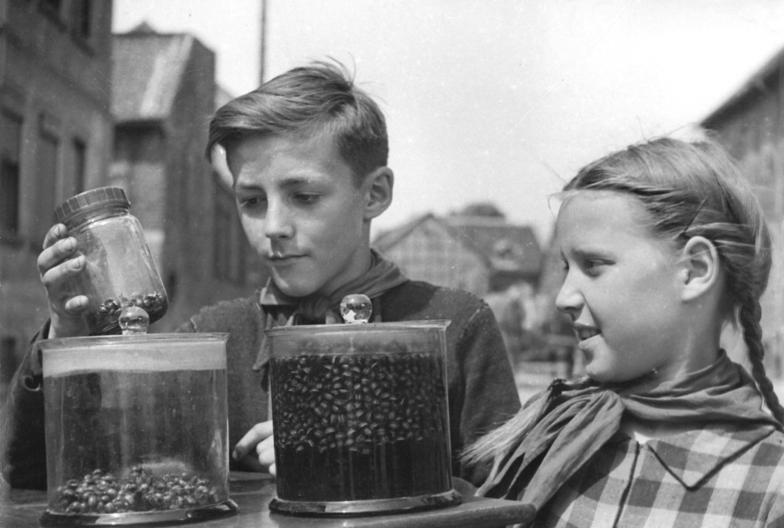
Jóvenes pioneros de Alemania del Este durante la guerra contra el escarabajo de la patata. El niño de la izquierda, Bodo, estableció un récord por la mayor cantidad de escarabajos recolectados en un día: 2000. La niña de la derecha, Magdalena, logró 800 ejemplares.

Después de la Segunda Guerra Mundial, casi la mitad de los campos de patatas de la zona ocupada por los soviéticos estaban infestados por el escarabajo en 1950. En la Alemania Oriental de los años 50, el insecto pasó a conocerse como «Amikäfer», un neologismo de «Amerikanischer Käfer» (el «escarabajo americano»). Se publicaron carteles propagandísticos que mostraban al escarabajo marchando por Alemania, con sus franjas amarillas y negras sustituidas por otras rojas y blancas con estrellas blancas sobre fondo azul en su tórax. Otros carteles mostraban al escarabajo siendo lanzado desde aviones estadounidenses con la leyenda «Kampf für den Frieden» («La batalla por la paz»). Se publicó una carta dirigida a «los pueblos del mundo» en la que se afirmaba que «los escarabajos son más pequeños que la bomba atómica... pero también son un arma de los imperialistas estadounidenses en la lucha contra los obreros y campesinos amantes de la paz de Alemania Oriental». También se publicaron libros infantiles sobre el escarabajo y se organizaron «Sondersuchtage» («Días especiales de búsqueda») en los que se esperaba que todos, desde los niños pequeños hasta los ancianos, salieran a recogerlos para destruirlos.

### República Popular de Polonia
En Polonia, la guerra contra el escarabajo de la patata (stonka) comenzó en la segunda mitad de la década de 1940. Aparecieron artículos sobre la plaga en los principales periódicos y revistas agrícolas, como Przysposobienie Rolnicze i Wojskowe («Almanaque agrícola y militar»). El órgano oficial del Partido Obrero Unificado polaco Trybuna Ludu («Tribuna del Pueblo»), comunista en el poder, informó de que, tras ser lanzado al mar Báltico por aviones estadounidenses, el escarabajo emergió a tierra y comenzó a realizar «acciones de sabotaje y distracción dirigidas contra la Polonia socialista». Como resultado, el gobierno comunista declaró una «guerra sin cuartel contra el escarabajo». Se nombró a un Naczelny Nadzwyczajny Komisarz («Comisario General Especial») para supervisar el asalto a los escarabajos, se dividió el país en sectores estratégicos y se elaboraron mapas de batalla que indicaban las posiciones enemigas. Simultáneamente, se enviaron instrucciones a los agricultores en las que se describían formas sencillas y eficaces de erradicar la plaga si no se disponía de pesticidas; por ejemplo, ahogar los ejemplares en agua con una pequeña mezcla de queroseno. Incluso los poetas socialistas polacos se unieron a la lucha, como lo demuestra el poema Alarma, de Maria Kownacka, en el que se instruye a los agricultores para que «¡¡¡protejan las patatas!!!» y se dice al escarabajo o a los imperialistas que «¡¡¡no permitiremos que nos maten de hambre!!!». (signos de exclamación en el original).
Un informativo polaco de 1950, «Walka z stonką» («La lucha contra el escarabajo»), afirmaba que «la opinión progresista del mundo ha condenado con razón los crímenes de los pilotos estadounidenses que lanzaron tremendas cantidades del escarabajo de la patata sobre los campos de la República Democrática Alemana... desde donde el escarabajo invadió el territorio polaco». El reportaje continuaba describiendo la campaña lanzada por el Ministerio de Agricultura polaco para erradicar la plaga mediante el uso de DDT (Azotox en su versión para el bloque soviético), la vigilancia en la costa báltica de Polonia, la intervención de la Fuerza Aérea de Polonia y la movilización general de la sociedad, en particular de la juventud. El noticiario concluía que «la plaga estadounidense no tendrá éxito ni en Polonia ni en Alemania. La provocación de los belicistas se estrellará y arderá. ¡Todos a la guerra contra el escarabajo!".
En un libro publicado en 1951 por el Ministerio de Defensa polaco, Zofia Kowalska escribió que los aviones estadounidenses lanzaron escarabajos, «violando el espacio aéreo soberano», durante la noche del 24 de mayo en Alemania Oriental, en el Land Zwickauer de Sajonia.
En Polonia, la campaña de propaganda asociada al escarabajo terminó a principios de los años sesenta.

### Respuesta occidental
En respuesta a las acusaciones formuladas por los gobiernos de los países del bloque soviético, Estados Unidos emitió tibios desmentidos. En agosto de 1950, a sugerencia de la CIA, las autoridades de Alemania Occidental imprimieron réplicas de cartón del escarabajo de la patata del tamaño de una tarjeta postal y las sellaron con eslóganes políticos y la letra «F» de «Freiheit» («Libertad»). Varias de ellas se enviaron a todos los ayuntamientos de Alemania Oriental y el resto se lanzaron desde un globo sobre el territorio de Alemania Oriental a modo de broma.

## Era moderna
En la Unión Europea, el escarabajo sigue siendo una plaga reglamentada (de cuarentena) para la República de Irlanda, las Islas Baleares, Chipre, Malta y partes meridionales de Suecia y Finlandia, junto con los Estados no miembros de la UE del Reino Unido y Noruega. No es endémico en ninguno de estos países, aunque se producen infecciones ocasionales, como en Finlandia en el verano de 2011, cuando soplaron fuertes vientos procedentes de Rusia.